# Orania sylvicola
Orania sylvicola är en enhjärtbladig växtart som först beskrevs av William Griffiths, och fick sitt nu gällande namn av Harold Emery Moore. Orania sylvicola ingår i släktet Orania och familjen Arecaceae. IUCN kategoriserar arten globalt som nära hotad. Inga underarter finns listade i Catalogue of Life.